# 제주특별자치도의 문화유산자료
제주특별자치도의 문화재자료는 문화재자료 중에서 제주특별자치도 내에 있는 문화재를 의미한다.

## 지정목록
| 번호  | 사진 | 명칭                                               | 소재지                                             | 관리자 (단체)          | 지정일                                                     | 참조 |
| 1호   |      | 신홍순가옥 (申弘淳家屋)                            | 제주 제주시 외도1동 1489                           | 신흥순                 | 1986년 4월 10일 지정, 1992년 12월 30일 해제, 해제사유 미상 |      |
| 2호   |      | 김태화가옥 (金泰和家屋)                            | 제주 제주시 외도1동 1703-1                         |                        | 1986년 4월 10일 지정, 1992년 12월 30일 해제, 해제사유 미상 |      |
| 3호   |      | 김유언가옥 (金有彦家屋)                            | 제주 제주시 외도1동 1540                           |                        | 1986년 4월 10일 지정, 1992년 12월 30일 해제, 해제사유 미상 |      |
| 4호   |      | 월정사소장불상(이조여래좌상) (月正寺所藏佛像)      | 제주 제주시 오라2동 652-2번지(월정사내)            | 제주시                 | 2000년 12월 27일 지정                                      |      |
| 4-1호 |      | 이조여래좌상 (泥造如來坐像)                        | 제주 제주시 오라2동 652-2 (월정사)                 | 제주시                 | 2000년 12월 27일 지정                                      |      |
| 4-2호 |      | 월정사 소장 불상(목조보살입상) (木造菩薩立像)      | 제주 제주시 오라2동 652-2 (월정사내)               | 제주시                 | 2000년 12월 27일 지정                                      |      |
| 5호   |      | 제주속오군적부 (濟州束伍軍籍簿)                    | 제주 제주시 국립제주박물관                         | 제주시                 | 2002년 4월 17일 지정                                       |      |
| 6호   |      | 월영사소장목조여래좌상 (월영사소장목조여래좌상)    | 제주 제주시 애월읍 상귀리 329                      | 월영사                 | 2004년 9월 14일 지정                                       |      |
| 7호   |      | 보덕사소장목조여래좌상 (普德寺 所藏 木造 如來坐像) | 제주 제주시 도남동 80-2                            | 제주시                 | 2004년 9월 14일 지정                                       |      |
| 8호   |      | 선덕사대적광전 (善德寺大寂光殿)                    | 제주 서귀포시 상효동 1156-6                        | 선덕사                 | 2005년 10월 5일 지정                                       |      |
| 9호   |      | 원명선원 석조여래좌상                              | 제주 제주시 화북1동 4684번지                       | 원명선원               | 2008년 12월 2일 지정                                       |      |
| 10호  |      | 선운정사 석조약사여래불좌상                        | 제주 제주시 구몰동길 65 (애월읍, 선운정사)         | 선운정사               | 2011년 9월 26일 지정, 2018년 7월 11일 지정번호 정정        | ,    |
| 11호  |      | 목장신정절목 (牧場新定節目)                        | 제주 제주시 삼성로 40 (일도이동, 민속자연사박물관) | 제주도민속자연사박물관 | 2013년 10월 17일 지정                                      |      |
| 12호  |      | 안민고절목 (安民庫節目)                            | 제주 제주시 삼성로 40 (일도이동, 민속자연사박물관) | 제주도민속자연사박물관 | 2013년 10월 17일 지정                                      |      |